# 社会主义工人网络
社会主义工人网络（英語：Socialist Workers Network，缩写为SWN）是爱尔兰的一个托洛茨基主义组织。该组织成立于1971年，当时取名为社会主义工人运动。1995年，该组织改名为社会主义工人党。2018年，该组织改用现名。它是国际社会主义倾向和欧洲反资本主义左翼的成员。该组织成员组建了“人民先于利润”党。